# Инглис, Билл (футболист, 1894)
Уи́льям Уа́йт И́нглис (англ. William White Inglis; 2 марта 1894 — 20 января 1968), более известный как  Билл Инглис (англ. Bill Inglis) — шотландский футболист, правый защитник. Известен по выступлениям за шотландский клуб «Рэйт Роверс» и за английские «Уэнсдей», «Манчестер Юнайтед» и «Нортгемптон Таун».

## Футбольная карьера
Уроженец Керколди, Билли начал футбольную карьеру в местных командах «Инверкитинг Юнайтед» и «Керколди Юнайтед». В сезоне 1914/15 стал игроком шотландского клуба «Рэйт Роверс». Провёл в команде десять сезонов, сыграв в общей сложности 216 матчей и забив 9 мячей.
В 1924 году стал игроком английского клуба «Уэнсдей» из Шеффилда. Дебютировал в основном составе 8 сентября 1924 года в матче Второго дивизиона против «Дерби Каунти». Всего провёл за «Уэнсдей» 29 матчей в лиге и ещё 2 — в Кубке Англии.
В мае 1925 года перешёл в другой английский клуб «Манчестер Юнайтед», который обеспечил себе выход в элитный Первый дивизион. Инглис был куплен на подмену основному правому защитнику клуба Чарли Муру и в основном составе «красных» смог дебютировать только 20 марта 1926 года в матче Первого дивизиона против «Эвертона». 28 апреля 1926 года забил свой первый (и единственный) гол за «Юнайтед» в матче против «Кардифф Сити». Всего в сезоне 1925/26 провёл за команду 7 матчей. В следующем сезоне сыграл  шести стартовых матчах чемпионата в августе и сентябре 1926 года, после чего потерял место в основном составе и больше не привлекался к играм первой команды вплоть до декабря 1928 года, когда он провёл свой последний матч за «Манчестер Юнайтед». В той игре «красные» на выезде были разгромлены «Шеффилд Юнайтед» со счётом 6:1. Инглис числился игроком «Манчестер Юнайтед» до 1930 года, но больше в основном составе не играл, однако регулярно выступал за резервистов и был их капитаном.
В июне 1930 года Инглис перешёл в английский клуб «Нортгемптон Таун», выступавший в Третьем южном дивизионе. Провёл в команде два сезона, сыграв в общей сложности 67 матчей. В 1932 году завершил карьеру игрока, после чего работал в тренерском штабе «Нортгемптона».
В 1934 году вернулся в «Манчестер Юнайтед», где работал в тренерском штабе команды до мая 1961 года в роли ассистента тренера Тома Карри, тренера первой команды и тренера по физической подготовке.

## Статистика выступлений
| Клуб              | Сезон            | Лига | Лига | Кубок | Кубок | Итого | Итого |
| Клуб              | Сезон            | Игры | Голы | Игры  | Голы  | Игры  | Голы  |
| ----------------- | ---------------- | ---- | ---- | ----- | ----- | ----- | ----- |
| Рэйт Роверс       | 1914/15          | 1    | 0    | 0     | 0     | 1     | 0     |
| Рэйт Роверс       | 1915/16          | 34   | 0    | 0     | 0     | 34    | 0     |
| Рэйт Роверс       | 1916/17          | 15   | 1    | 0     | 0     | 15    | 1     |
| Рэйт Роверс       | 1917/18          | 0    | 0    | 0     | 0     | 0     | 0     |
| Рэйт Роверс       | 1918/19          | 0    | 0    | 0     | 0     | 0     | 0     |
| Рэйт Роверс       | 1919/20          | 38   | 0    | 5     | 0     | 43    | 0     |
| Рэйт Роверс       | 1920/21          | 42   | 0    | 1     | 0     | 43    | 0     |
| Рэйт Роверс       | 1921/22          | 39   | 2    | 2     | 1     | 41    | 3     |
| Рэйт Роверс       | 1922/23          | 11   | 1    | 3     | 1     | 14    | 2     |
| Рэйт Роверс       | 1923/24          | 23   | 3    | 2     | 0     | 25    | 3     |
| Рэйт Роверс       | Итого            | 203  | 7    | 13    | 2     | 216   | 9     |
| Уэнсдей           | 1924/25          | 29   | 0    | 2     | 0     | 31    | 0     |
| Уэнсдей           | Итого            | 29   | 0    | 2     | 0     | 31    | 0     |
| Манчестер Юнайтед | 1925/26          | 7    | 1    | 0     | 0     | 8     | 1     |
| Манчестер Юнайтед | 1926/27          | 6    | 0    | 0     | 0     | 6     | 0     |
| Манчестер Юнайтед | 1927/28          | 0    | 0    | 0     | 0     | 0     | 0     |
| Манчестер Юнайтед | 1928/29          | 1    | 0    | 0     | 0     | 1     | 0     |
| Манчестер Юнайтед | 1929/30          | 0    | 0    | 0     | 0     | 0     | 0     |
| Манчестер Юнайтед | Итого            | 14   | 1    | 0     | 0     | 14    | 1     |
| Нортгемптон Таун  | 1930/31          | 38   | 0    | 0     | 0     | 38    | 0     |
| Нортгемптон Таун  | 1931/32          | 24   | 0    | 5     | 0     | 29    | 0     |
| Нортгемптон Таун  | Итого            | 62   | 0    | 5     | 0     | 67    | 0     |
| Всего за карьеру  | Всего за карьеру | 308  | 8    | 20    | 2     | 328   | 10    |